# Feg Murray
Feg Murray, född 15 maj 1894 i San Francisco, död 16 juli 1973 i Monterey i Kalifornien, var en amerikansk friidrottare.
Murray blev olympisk bronsmedaljör på 110 meter häck vid sommarspelen 1920 i Antwerpen.